# One ~빛나는 계절로~
《One ~빛나는 계절로~》(일본어: ONE 〜輝く季節へ〜)는 일본의 게임업체인 Tactics에서 1998년 5월 29일에 발매한 성인 대상의 미소녀 게임이다. 히노우에 이타루, 오리토 신지, 마에다 쥰 등 현재의 Key의 주요 구성원이 참여했던 마지막 작품이기도 하여 일반적으로 Key의 게임으로도 보는 견해가 많다. 1999년 4월 1일에 플레이스테이션 버전으로도 출시되었으며, 2003년 1월 24일에는 주인공을 제외한 모든 캐릭터의 음성이 추가된 풀보이스 판(PC)이 출시되었다.
2001년에는 OVA로도 출시되었으나, 당시 게임 제작진이 거의 대부분 Key로 인력이 빠져나가버린 상태에서 원작의 작품성을 제대로 살리지 못해 반응은 좋지 않았다. 2003년에는 성인용 OVA로 'One ~빛나는 계절로~ True Storys'를 출시하였다.

## 등장 인물
※성우란에는 특별한 추가 설명이 있는 경우를 제외하고 'PS판 / 드라마CD판 / OVA판 / PC(풀보이스)판'으로 표기한다.
오리하라 코헤이(일본어: 折原 浩平)
성우:없음 / 노지마 켄지 / 타니야마 키쇼, 요시다 사유리(어린 시절) / 없음
이 작품의 주인공으로(게임에서는 이름의 변경이 가능하며, '오리하라 코헤이'라는 이름은 초기 설정시의 것이다), 숙모의 집에서 거처중이나 숙모와 마주할 기회가 적어, 사실상 독신 생활중인 고교 2학년생이다.
나가모리 미즈카(일본어: 長森 瑞佳)
성우:이이즈카 마유미 / 미나구치 유코 / 카와스미 아야코 / 키무라 아야카
어릴 적부터 코헤이를 알고 있었으며 클래스메이트이기도 하다. 매일 아침 코헤이를 깨우러 찾아오며 고양이와 우유를 좋아한다.
나나세 루미(일본어: 七瀬 留美)
성우:요코야마 치사 / 오오모토 마키코 / 테라다 하루히 / 쿠사카 치즈루
코헤이의 학교에 전학 온 소녀로 허리를 다치면서 검도를 그만두고 [진정한 아가씨]가 되는 것을 목표로 하고 있다. 코헤이와는 첫 인상이 좋지 않아 티격태격한다.
카와나 미사키(일본어: 川名 みさき)
성우:유키노 사츠키 / 유키노 사츠키 / 토요시마 마치코 / 스모토 아야나
코헤이의 선배로 어린 시절 사고로 시력을 잃어 앞이 보이지 않는다. 누구와도 친할 정도로 사교성은 좋으나 이성과의 교제는 꺼려하고 있다.
코우즈키 미오(일본어: 上月 澪)
성우:없음 / 등장 없음 / 아사노 마스미 / 없음
연극부에 다니는 1학년생으로 말을 할 수 없는 장애를 가지고 있어 항상 스케치북에 내용을 써서 대화한다.
시이나 마유(일본어: 椎名 繭)
성우:오오타니 이쿠에 / 등장 없음 / 카나이 미카 / 세리조노 미야
중학생으로 상당한 울보의 성격을 가지고 있다.
사토무라 아카네(일본어: 里村 茜)
성우:나카가와 아키코 / 야마자키 와카나 / 요시다 사유리 / 미루
코헤이와는 클래스메이트의 관계로 과묵한 성격을 가지고 있다. 비오는 날 공터에서 코헤이와 만나게 된다.
유즈키 시이코(일본어: 柚木 詩子)
성우:미나미 오미 / 나가치와 미키 / 야지마 아키코 / 우치무라 미루쿠
아카네의 단짝친구로 다른학교에 다니고 있으나 아카네의 학교에 종종 찾아온다. 이제 막 전학와 전학전의 학교 교복을 입고 있는 나나세 루미를 자신과 동일한 타학교의 학생으로 착각해 종업식이나 HR시간에 당당히 찾아오는 등의 대담한 모습을 보인다.
오리하라 미사오(일본어: 折原 みさお)
성우:없음 / 등장 없음 / 모치즈키 히사요 / 早瀬碧
코헤이의 여동생으로 어릴적부터 허약했으며 결국 병으로 사망했다. 목소리로만 등장하며 실제 얼굴을 드러내지는 않는다.
히카미 슌(일본어: 氷上 シュン)
성우:없음 / 등장 없음 / 호시 소이치로 / 츠나미 아라시
쿄헤이와 동일한 경음악부의 소속으로 정작 부에는 잘 참석하지 않는 인물이다.

## 스탭
제작 이후 대부분 Key로 이직하였다.
- 제작 총지휘 : YET11
- 기획 : 마에다 쥰
- 각본 : 마에다 쥰, 히사야 나오키
- 원화 : 히노우에 이타루
- 그래픽 : 히노우에 이타루, 미라클☆미키폰, 시노리~
- 음악 : 오리토 신지, YET11, OdiakeS